# マシーン原田
マシーン原田（マシーンハラダ、1964年10月27日 - ）は、日本のブレイクダンサー、イベンター。ADHIP会長。関西老舗ブレイクダンスチーム Angel Dust Breakersリーダー。本名は原田充啓。
ブレイクダンサーとして活動後、株式会社アドヒップを設立。現在年間80本を超えるストリートダンスイベントの運営を行っている。またフリーペーパーDANCE DELIGHT MAGAZINE編集長としての顔も持つ(現在は休刊)
2020年 日本国際ダンス連盟「FIDA JAPAN」参与⻑就任
2021年4月 株式会社アドヒップ会長就任